# Hornotrenčínská nářečí
Hornotrenčínská nářečí (také severotrenčínská nářečí, slovensky hornotrenčianske nárečia, severotrenčianske nárečia) jsou podnářečí západoslovenského nářečí, rozšířená v severovýchodní části Trenčínského kraje a severozápadní části Žilinského kraje Slovenska. Podle klasifikace slovenských nářečí Atlase slovenského jazyka hornotrenčínská nářečí spolu s dolnotrenčínskými a považskými nářečími patří ke skupině severních nářečí západoslovenského dialektu. Hornotrenčínský nářeční areál se člení na hornotrenčínská nářečí sensu stricto, kysucká (dolnokysucká) a hornokysucká nářečí. V některých klasifikacích se kysucká nářečí nezačleňují do hornotrenčínského areálu a vyčleňují se do zvláštního nářečního areálu.
Svůj název hornotrenčínská nářečí (stejně jako přilehlá nářečí dolnotrenčínská) získala podle uherského Trenčínského komitátu. Hornotrenčínský nářeční areál se utvořil v hranicích tohoto historického území v době feudální roztříštěnosti.
Jazykový systém hornotrenčínských nářečí (stejně jako jazykové systémy zbytku severozápadoslovenských nářečí) v značné míře ovlivnilo středoslovenské nářečí. To se projevuje zejména ve vzniku ve fonetickém systému hornotrenčínských nářečí dvojhlásek a rytmického zákona, stejně jako v rozšíření v části trenčínského areálu samohlásek ä nebo e (současně s a) na místě etymologického *ę po retných souhláskách. Ve sféře tvarosloví ke středoslovenskému vlivu patří přítomnost flexe -i̯a v nominativu plurálu životných substantiv. Zároveň v hornotrenčínských nářečích se objevují typické západoslovenské rysy. Sem patří například přítomnost e na místě praslovanské samohlásky ъ v silné pozici; spojení rot, lot na místě praslovanských *ort, *olt; spojení lu nebo samohlásky u na místě spojení redukované samohlásky s plynnou l.
Mezi morfologické vlastnosti patří: přítomnost v genetivu a dativu přivlastňovacích zájmen nestažených tvarů mojého (v literární slovenštině môjho "mého"), tvojému (liter. tvojmu "tvému"); přítomnost příčestí mužského rodu na -l atd..
Jako nejvíc charakteristický místní nářeční rys se označuje přítomnost afrikátních souhlásek c, ʒ, které se vyvinuly na místě měkkých ť, ď.